# Marta Ejarque
Marta Ejarque Guillamat  (nacida el 7 de junio de 1986 en Tarrasa, Barcelona) es una jugadora de hockey sobre hierba española. Disputó los Juegos Olímpicos de Pekín 2008  con España, obteniendo un séptimo puesto. 

## Participaciones en Juegos Olímpicos
- Pekín 2008, puesto 7.